# فلسطين في الألعاب الأولمبية الصيفية 2000
نافست فلسطين في دورة الألعاب الأولمبية الصيفية 2000 في سيدني، أستراليا، من 15 سبتمبر -1 أكتوبر 2000. حيث أرسلت اللجنة الأولمبية الفلسطينية وفدًا من عدّاء وسبّاح. لكنها لم تفز بأي ميدالية.

## ألعاب القوى
| اللاعب   | المنافسة            | الدور النهائي | الدور النهائي |
| اللاعب   | المنافسة            | الزمن         | المركز        |
| -------- | ------------------- | ------------- | ------------- |
| رامي ذيب | رجال 20 كيلومتر مشي | 1:32:32       | 44            |

## السباحة
تلقت فلسطين دعوة عالمية من الاتحاد الدولي للسباحة لإرسال سبّاحين اثنين (ذكر وأنثى) للمشاركة في الأولمبياد
| اللاعب   | المنافسة                     | الدور الأول | الدور الأول | الدور نصف النهائي | الدور نصف النهائي | الدور النهائي | الدور النهائي |
| اللاعب   | المنافسة                     | الزمن       | المركز      | الزمن             | المركز            | الزمن         | المركز        |
| -------- | ---------------------------- | ----------- | ----------- | ----------------- | ----------------- | ------------- | ------------- |
| سمر نصار | سباحة مسافة 50 متر حرة سيدات | 30.05       | 65          | لم تتأهل          | لم تتأهل          | لم تتأهل      | لم تتأهل      |